# 군위 법주사 괘불도
군위 법주사 괘불도(軍威 法住寺 掛佛圖)는 대한민국 대구광역시 군위군 법주사에 있는 조선시대의 괘불화이다. 2018년 11월 27일 대한민국의 보물 제2005호로 지정되었다.

## 개요
‘군위 법주사 괘불도’는 1714년(숙종 40) 수화승 두초를 비롯하여 변철, 치겸, 심안 등 9명의 화승이 참여하여 완성한 괘불이다. 화기(畵記)에 의하면 이 괘불도는 1714년 5월 15일 제작을 마치고 경상북도 군위군 청화산(靑華山) 법주사에 봉안되었다고 하여 정확한 조성시기와 봉안처를 알 수 있다.
총 16폭의 비단을 이어 만든 10m에 달하는 장대한 화면에는 보관(寶冠)을 쓰고 두 손을 좌우로 벌려 연꽃을 들고 있는 입상의 보살형 여래가 화면에 큼직하게 그려져 있다. 노사나불(盧舍那佛) 수인(手印)을 하였으나 보관과 장신구로 화려하게 장엄한 보살의 모습으로 주존(主尊)을 표현한 점, 화면 하단에 용왕(龍王)과 용녀(龍女)를 협시처럼 배치한 점, 본존불 광배 좌우에 1불상 및 1보살상을 그린 구도 등 다른 괘불도에서 볼 수 없는 독특한 화면 구성을 시도한 것이 주목된다.
담채기법의 색감과 세밀하고 정교한 필선, 다양한 문양 등이 어우러져 작품의 완성도가 높을 뿐 아니라 보관을 쓰고 연꽃을 들고 있는 주존불의 모습은 조선 후기 불화의 새로운 도상(圖像) 연구를 위한 중요한 자료가 된다.

## 참고 자료
- 군위 법주사 괘불도 - 국가유산청 국가유산포털